# Hyptis loeseneriana
Hyptis loeseneriana là một loài thực vật có hoa trong họ Hoa môi. Loài này được Pilg. mô tả khoa học đầu tiên năm 1901.